# Personligt budget
Et personligt budget er et økonomisk budget, som hjælper med at give privatpersoner overblik over deres økonomi. Ved at allokere indkomst, udgifter, opsparing og afbetaling på gæld, så kan man som privatperson bedre overskue sin personlige økonomi, hvilket medvirker til at man over en længere periode gerne skulle opnå en mere sund økonomi. Ved at have et budget, så har man også mulighed for at justerer sine udgifter lettere, da det er simpelt at se hvor man bruger sine penge og derfor også hvordan man kan spare hvis der er behov for det.

## Metoder
Fem essentielle trin til budgetter
Denne metoder involverer fem trin, man skal igennem for at lægge og oprette et realistisk budget. Trinene er som følger:
1. Vurdere den finansielle situation
2. Opsætte realistiske finansielle mål
3. Allokere indkomst
4. Holde styr på forbrug og justere budgettet
5. Regelmæssigt at genbesøge budgettet

Disse trin kan hjælpe individer til at få bedre kontrol over deres finanser og opnår finansielle mål.
50/30/20-budget
Denne type budget opdeler udgifterne i tre portioner på hhv. 50%, 30% og 20% for de tre kategorier: "behov" (grundlæggende behov), "ønsker" og opsparing. 50% af ens indkomst går til behov, 30% går til ønsker og de sidste 20% går til opsparing.
Betal dig selv først (80/20-metoden)
Ved at betale sig selv først vil personer starte med at opspare mindst 20% af deres indkomst, og derefter bruger de resterende 80%. De kan også vælge en fordeling på 70/30, 60/40 eller 50/50 for at få en højere opsparingsrate. Den vigtigste del af metoden er at starte med opsparingen før man bruger penge på noget som helst andet. Man bliver således nødt til at reducere ens forbrug, hvis man ikke kan tage 20% ud til opsparing..
Konvolut-metoden
I stedet for at betale med kreditkort, kan man anvende konvolutter til de kontanter man må benytte over et bestemt tidsinterval. Oftest vil man sætte penge til side til en uge, som så lægges i konvolutten hvorefter man rent fysisk har styr på rådighedsbeløbet og ikke kan benytte mere end man har tildelt sig selv inden ugens begyndelse.

## Eksterne Henvisninger
- Generelt om Privatøkonomi
- Privatøkonomi Budget
- Forskudsopgørelsen Arkiveret 17. oktober 2012 hos  Wayback Machine